# Tamme-Lauri tölgyfa
Koordináták: é. sz. 57° 55′ 02″, k. h. 26° 34′ 36″57.917222°N 26.576667°E

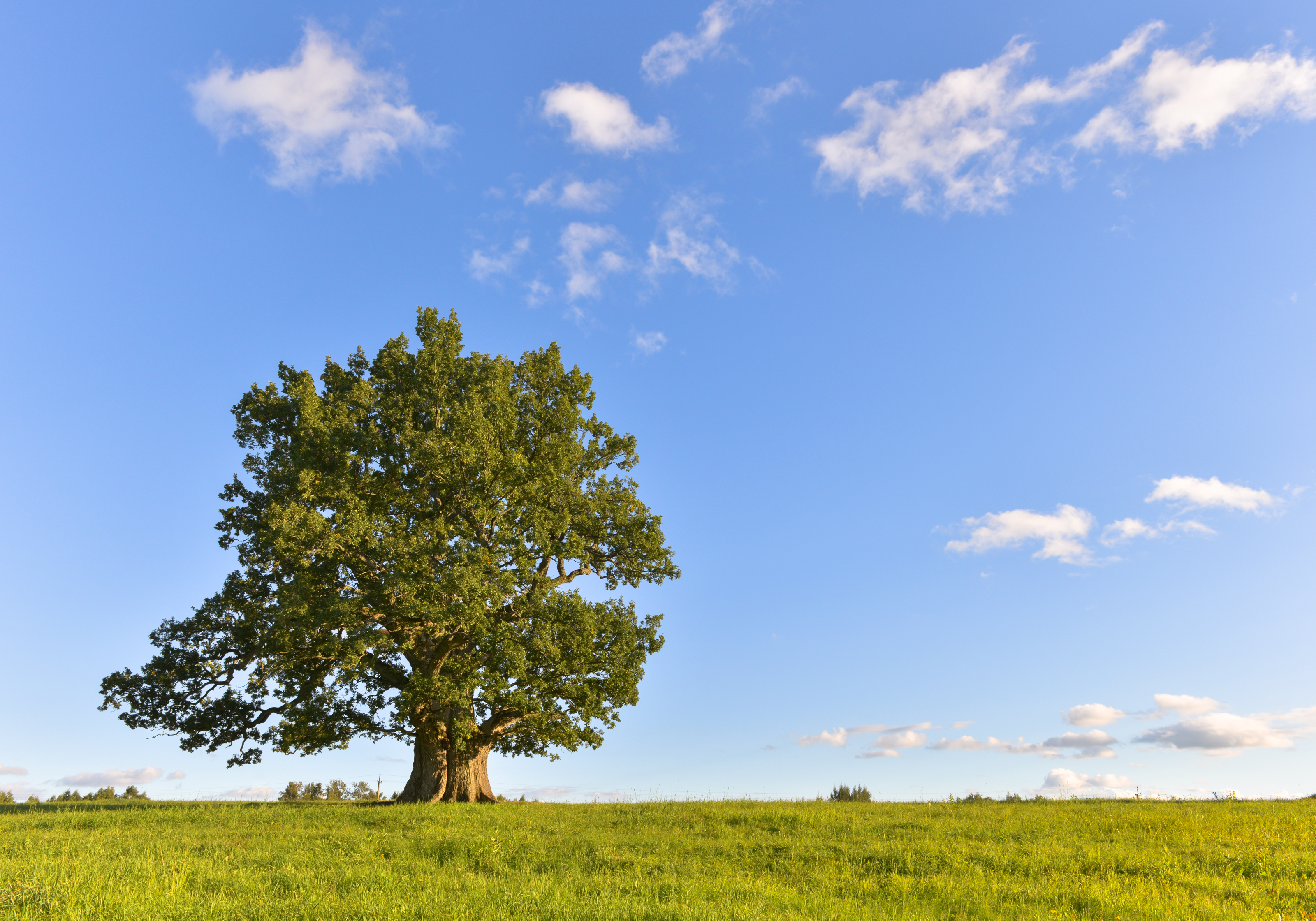
A Tamme-Lauri tölgy nyáron

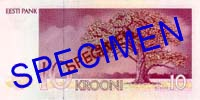
A tölgyfa képe az észt 10 koronás bankjegy hátoldalán

A Tamme-Lauri tölgyfa (észtül Tamme-Lauri tamm), Észtország legnagyobb törzskerületű és legidősebb fája, a Võrumaa megyei Urvaste községében található, 20 méter magas, törzsének körmérete 821 cm a földfelszíntől számított 130 cm-es magasságban. A kutatók szerint a tölgyfát 1326 körül ültették.
A fát arról a gazdaságról nevezték el, amelynek területén található. A Tamme-Lauri gazdaság pedig az észt tűzisten, Laurits (ritkábban Lauris) után kapta nevét, akiről azt képzelték, hogy gyakran tölgyfákban él, és jó- vagy balszerencsét hoz a földművesekre. A legenda szerint Laurits miatt égett le több alkalommal is az urvastei iskola épülete.
Csupán az 1970-es években fedezték fel, hogy a fa törzsének üregét a második világháború alatt az erdei testvérek búvóhelyül használták, és tevékenykedtek is benne, később azonban elhagyták. Az üreg, mely akkora volt, hogy abban akár hét ember is elfért, azonban már nem tekinthető meg, mivel a szovjet restauráció idején 8 tonna vasbetonnal öntötték ki. A fa már villámcsapást is túlélt.
A Tamme-Lauri tölgy képe látható az észt tízkoronás bankjegy hátoldalán.
Habár a fa 1939. június 30-a óta természetvédelmi védettséget élvez, mégis folyamatosan magánkézben volt egészen 2006-ig: ez idő alatt szerencsére nem építkeztek mellé és nem rongálták meg (leszámítva azt, hogy üregét vasbetonnal töltötték ki). 2006 szeptemberében az urvastei önkormányzat 380 000 észt koronáért kísérelte meg megvásárolni a fát és környezetét, sikertelenül. Még az év novemberében az észt környezetvédelmi minisztérium 400 000 észt koronáért megvette a fát, 50 m sugarú környezetét és a fához vezető utat.

## Galéria

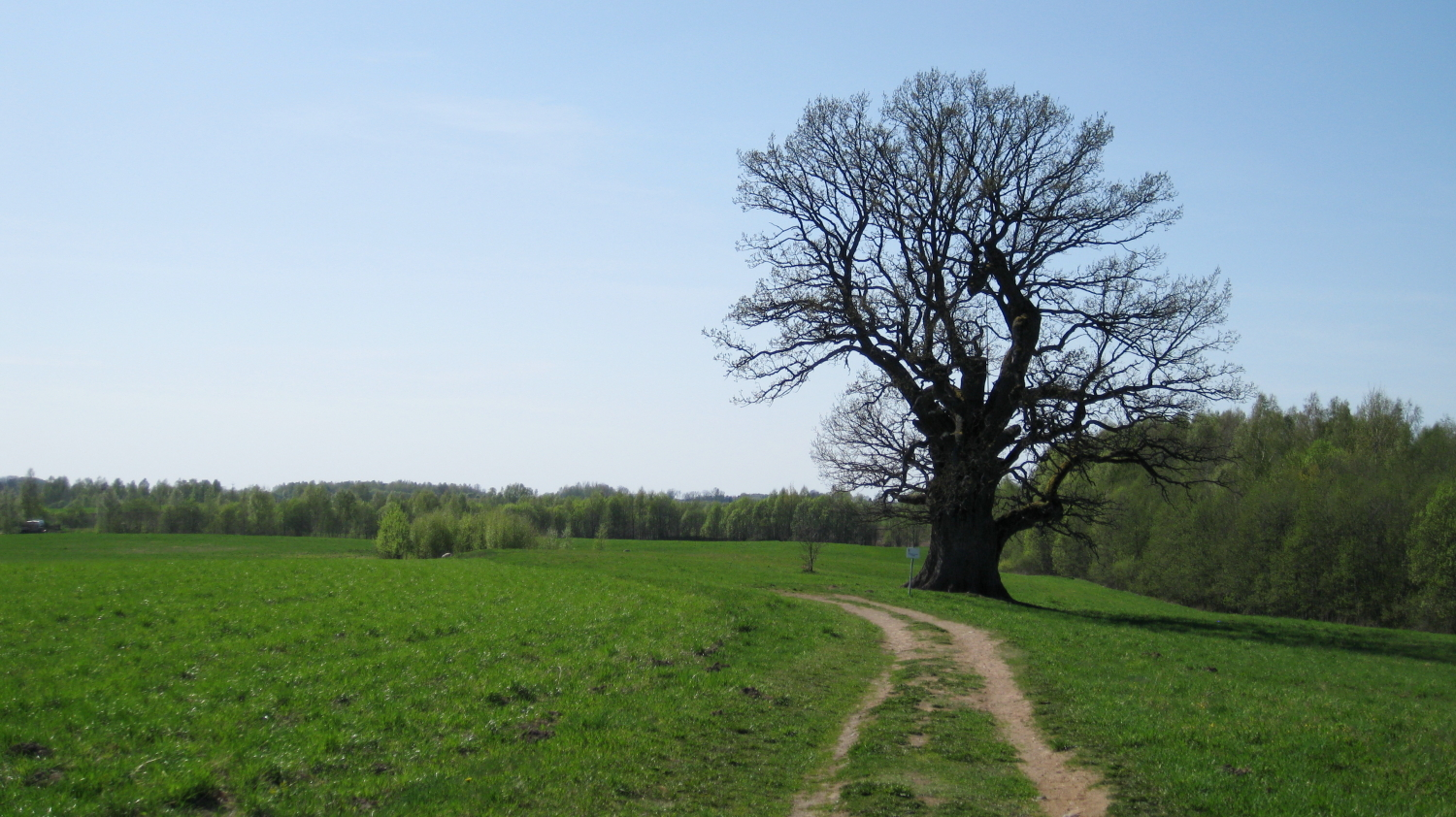
A tölgyfa tavasszal
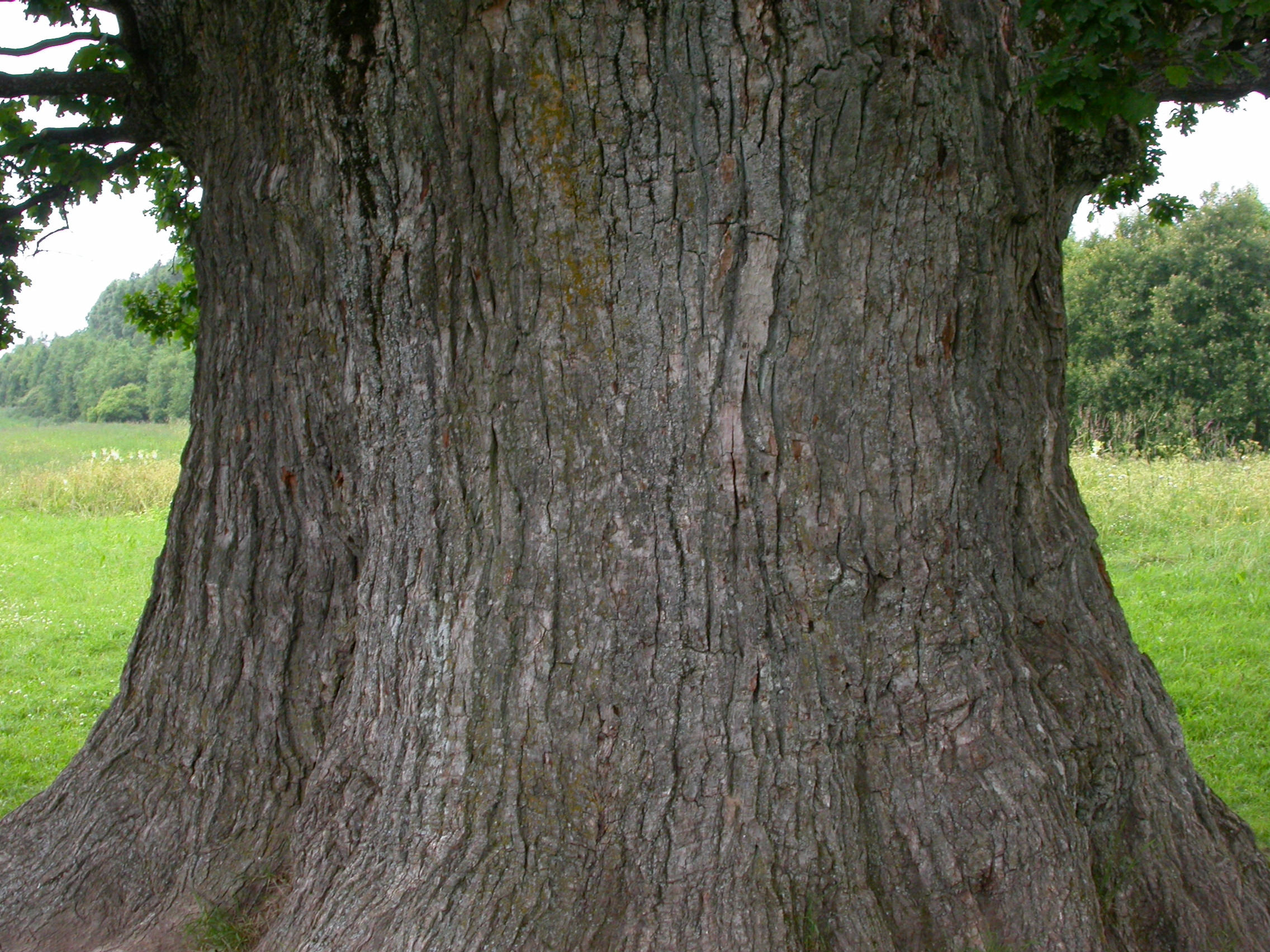
A törzse
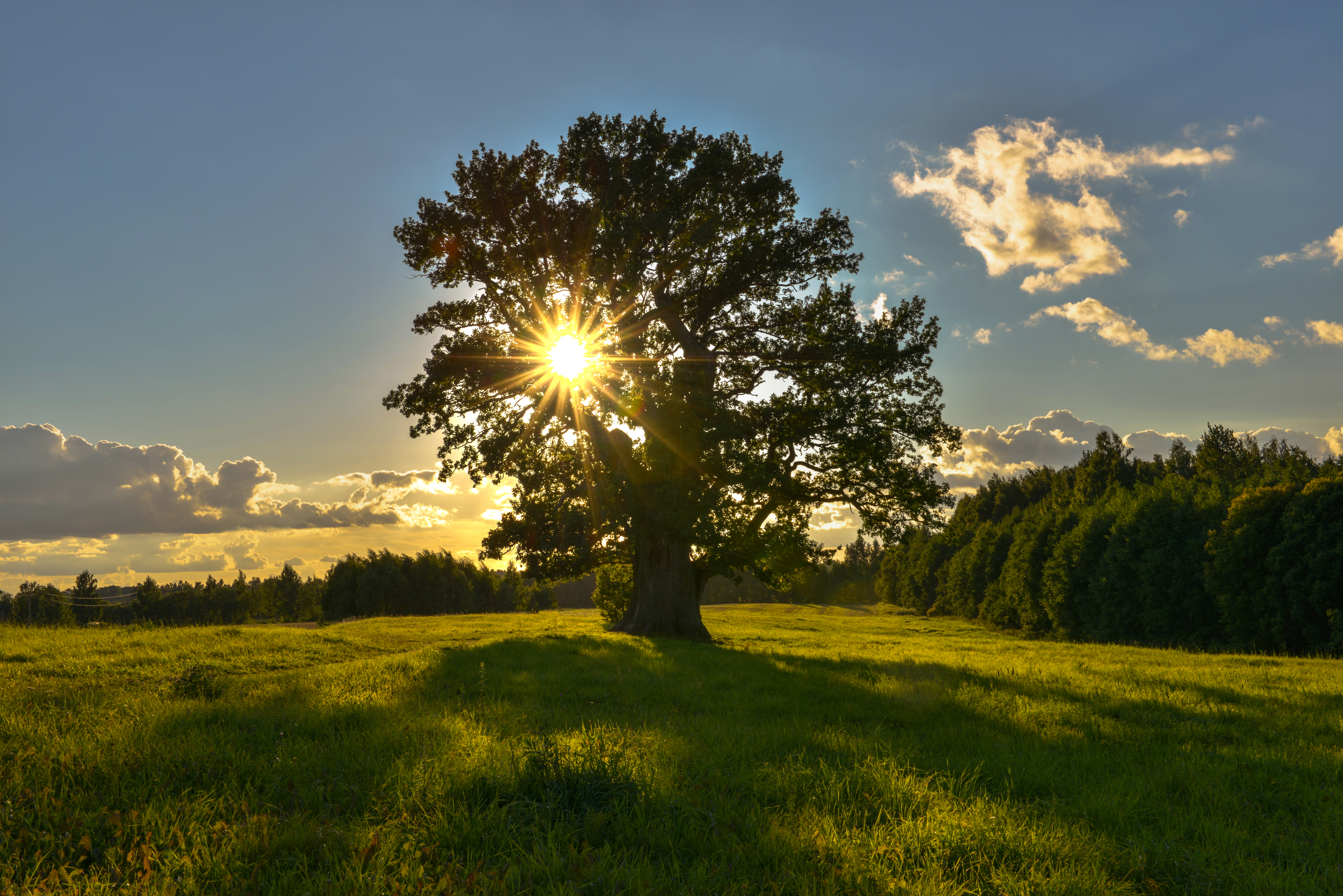
2013 augusztusában

## Fordítás
Ez a szócikk részben vagy egészben  a   Tamme-Lauri oak című angol Wikipédia-szócikk ezen változatának fordításán alapul.  Az eredeti cikk szerkesztőit annak laptörténete sorolja fel. Ez a jelzés csupán a megfogalmazás eredetét és a szerzői jogokat jelzi, nem szolgál a cikkben szereplő információk forrásmegjelöléseként.